# ロパニスツカリ川
ロパニスツカリ川（グルジア語: ლოპანისწყალი、グルジア語ラテン翻字: Lopanistskali）は、ジョージアのシダ・カルトリ州ハシュリ地区を流れる河川。西プロネ川の右支流。ツカリ（წყალი）は古ジョージア語で「川」を意味しており、ロパニスツカリは「ロパニ」（ლოპანი）の「川」（წყალი）を意味する。
全長はリヒ山脈東斜面から西プロネ川に至る30キロメートル。流域面積は87平方キロメートルで、平均流量は毎秒0.74立方メートルである。水源は海抜1,340メートルにあり、雨や雪解け水、地下水が主たる供給源である。春と秋は水量が多くなり、夏と冬は低水量である。主に灌漑に使用されている。